# Motor City Online
Motor City Online (pierwotnie Need for Speed: Motor City) – gra komputerowa z gatunku Massively Multiplayer Online, pierwotnie miała należeć do serii gier Need for Speed.

## Rozgrywka
Motor City Online jest grą wyścigową z gatunku Massively Multiplayer Online (MMO). W grze zawarto ponad 35 pojazdów z okresu amerykańskiej „złotej ery”. Postać w grze jest charakterystyczna i ma własne współczynniki oraz zdolności, które rozwijają się podczas rozgrywki. Za zdobyte pieniądze (legalnie lub nie) w grze gracz ma możliwość zakupienia nowego pojazdu lub zmodernizowanie go o ponad 1000 autentycznych części. W grze istnieje model ekonomiczny. W grze zaimplementowano tryby zręcznościowy i symulacyjny oraz wyścigi po ulicach i oficjalne zawody na torach zamkniętych.

## Odbiór
Gra otrzymała nagrodę Game Critics Award w kategorii Best Racing Game.